# Beaumont-les-Nonains
Beaumont-les-Nonains är en kommun i departementet Oise i regionen Hauts-de-France i norra Frankrike. Kommunen ligger i kantonen Auneuil som tillhör arrondissementet Beauvais. År 2022 hade Beaumont-les-Nonains 337 invånare.

## Befolkningsutveckling
Antalet invånare i kommunen Beaumont-les-Nonains
| Referens: INSEE |